# AGM-45 Shrike

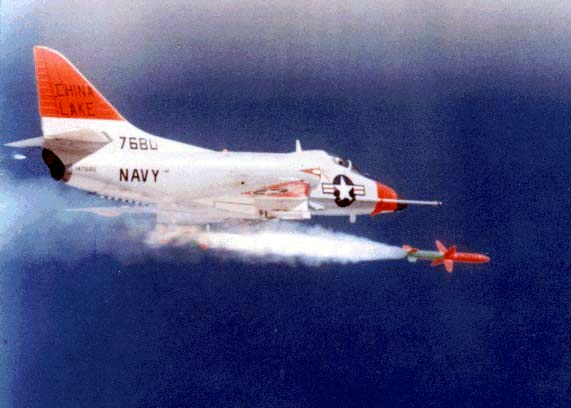
Um caça A4 disparando um míssil Shrike.

AGM-45 Shrike é um míssil americano desenhado para atingir radares antiaéreos inimígos.